# Західний нафтогазоносний регіон України
Західний нафтогазоносний регіон України — включає Волино-Подільську (2 газових родовища), Передкарпатську (83 родовища — 29 нафтових, 4 нафтогазових, 6 нафтогазоконденсатних, 38 газових, 6 газоконденсатних), Карпатську (2 нафтових родовища), Закарпатську (4 газових родовища) нафтогазоносні області.

## Загальний опис
Передкарпатська нафтогазоносна область поділяється на Більче-Волицький та Бориславсько-Покутський нафтогазоносні райони.
У адміністративному відношенні регіон включає Закарпатську, Львівську, Івано-Франківську, Чернівецьку, Волинську, Тернопільську та Рівненську області.
Загалом з 91 родовища регіону 21 нафтове, 4 нафтогазові, 6 нафтогазоконденсатні, 44 газові, 6 газоконденсатні.
Перспективною вважається Рава-Руська ділянка

## Історія
Першу письмову згадку про «чорне золото» Карпат знайдено у «Хроніці Длугоша» (XV ст.), про використання галицької нафти в медицині зазначається у «Книзі Фалінера» (1534 р.), найдавніша інформація про організований видобуток нафти на Прикарпатті датована 1617 р. і належить вона львівському медику та мандрівнику Еразму Сиксту.
У XVII ст. видано офіційний урядовий документ — «Декрет Дворової палати» до Гірничого суду в Дрогобичі, що визнавав ропу (нафту) за мінерал, що пов'язувало її видобуток з регламентом гірничих статутів. На старовинному промислі Слобода Рунгурська (Коломийщина) нафту добували принаймні з 1711 р.
На початку XIX ст. багаті нафтові поклади було відкрито в смузі від Добромиля через Дрогобич до Кут і далі до Румунії. Найбільший тогочасний промисел з'явився 1800 р. поблизу села Погар у Сколівщині, поблизу потоку Роп'янка. За описами австрійського геолога Еміля Тітца тут з колодязів (рис. 3.1) глибиною від 5–7 до 70 м отримували до 260 т нафти на рік. Відомі поодинокі спроби промислового використання Бориславського родовища в 1810–1817 рр., які не дістали сталого розвитку з причин відсутності значного попиту на нафтопродукти.
У так званому Генеральному Губернаторстві, або дистрикті «Галичина», у 1941 році було створено окреме гірниче управління в м. Львові з різними відділами й інспекціями, так звані «Betriebsinspektion», у містах Станіславі (Івано-Франківськ), Дрогобичі, Бориславі, Стрию, Надвірній та з 1943 року у Калуші, які входили до складу фірми «Beskiden Erdol — Gewinnungs Gesellschaft m.b.H.». До кінця 1941 року німецька влада зуміла ввести в експлуатацію близько 80 % нафтових свердловин. На початку 1942 року було завершено будівництво газопроводу з м. Дашави до м. Стальової Волі (Польща) довжиною 217 км. З 1942 року розпочала діяльність новостворена фірма під назвою «Karpathen OL A.G.» у м. Львові, до складу якої входила нафтогазова видобувна та переробна промисловість Галичини. Здійснювалася сейсмічна розвідка й пошукові роботи. У 1944 році було ухвалене спеціальне гірниче право для Генерального Губернаторства. Під час німецької окупації у Бориславі було пробурено 123 неглибокі свердловини.
У 1944 році, після повторної окупації Західній Україні СРСР, відновили роботу другий, четвертий, восьмий і дев'ятий нафтопромисли в м. Бориславі, п'ятий — у смт. Східниця та третій, що об'єднував Устрики, Чорну й Стрільбичі. Також у серпні 1944 році було організовано Укрнафтокомбінат, який об'єднав видобуток нафти й газу та їхню переробку.
У 1950-х роках усі підприємства галузі ввійшли до об'єднання «Укрнафта». Починає активно розвиватися нафтовидобуток у Долині (за 1950—1955 рр. видобуток нафти в Долинському нафтовому районі зріс у 20 разів), Битківському районі тощо. У середині 60-х років XX ст. видобуток нафти на Прикарпатті досяг максимуму. Подальше зниження видобутку — закономірний процес, пов'язаний з вичерпанням запасів. З 1966 року застосовуються нові методи заводнення, циклічного витиснення водою нафти з продуктивних пластів.
З 70-х років ХХ ст. починається розвідка і видобування нафти на глибоких (4000–6000 м) і надглибоких (понад 6000 м) горизонтах. У 1975 році шляхом надглибокого буріння відкрито Новосхідницьке нафтогазове родовище. Свердловина № 3 Новосхідниця з глибини 4350 м дала нафту з дебітом понад 300 т за добу. Сумарно на початок 2000 року свердловина видала 730 тис. т нафти і 284 млн м³ газу. Це найкращий показник видобутку нафти на одну свердловину на Прикарпатті.
У жовтні 1992 року на Прикарпатті видобуто стомільйонну тонну нафти від часу її обліку, тобто з 1886 року. Разом з тим на межі ХХ–XXI ст. Західний нафтогазоносний регіон України суттєво вичерпаний. Виробка видобувних запасів нафти по Бориславському родовищу становить 73 %, по Східницькому — 99,5 %, у решти родовищ виробка запасів менша.